# Зелемінь
Зелемі́нь — ландшафтний заказник місцевого значення в Україні. Розташований в межах Сколівського району Львівської області, на північний схід від села Гребенів, на схилах хребта Зелем'янка. 
Площа 1496 га. Оголошений відповідно до рішення Львівської обласної ради від 7.02.1991 року № 34 та від 8.12.1999 року № 226 (зменш. площі). Перебуває у віданні Сколівський ДЛГ, Гребенівське л-во, Дубинське л-во. 
Створений з метою збереження та відтворення високопродуктивних букових та еталонних смерекових насаджень з незначною домішкою ялиці, а також цінного в науковому плані букового криволісся. Зростають види, занесені до Червоної книги України, такі як місячниця гірська, цибуля ведмежа, лілія лісова. З тварин водяться: сарна європейська, свиня дика, вивірка, куниця, заєць; багата орнітофауна. 
Частина території заказника входить до складу Національного природного парку «Сколівські Бескиди».

## Галерея

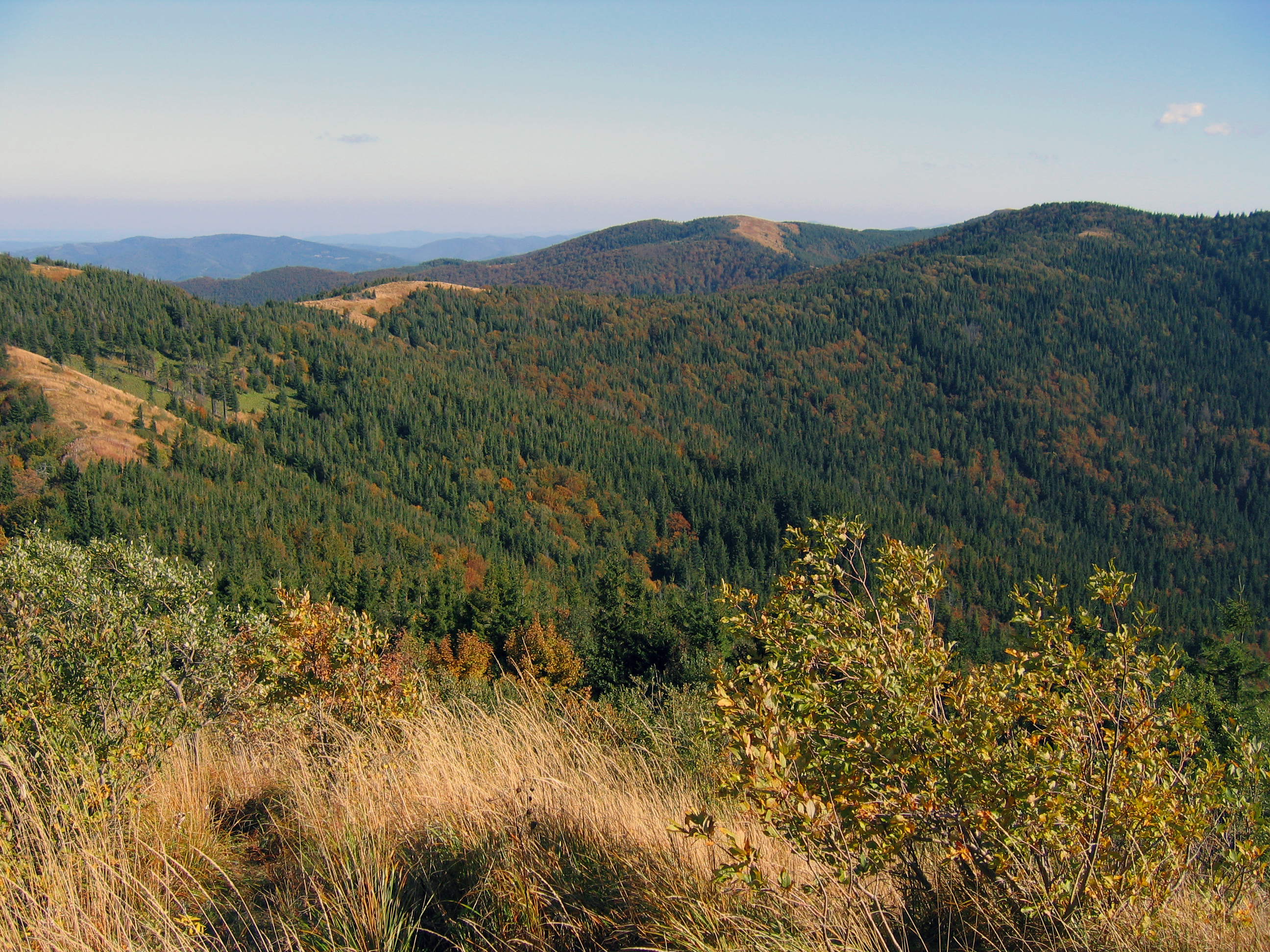
Вид з гори Кудрявець на схід
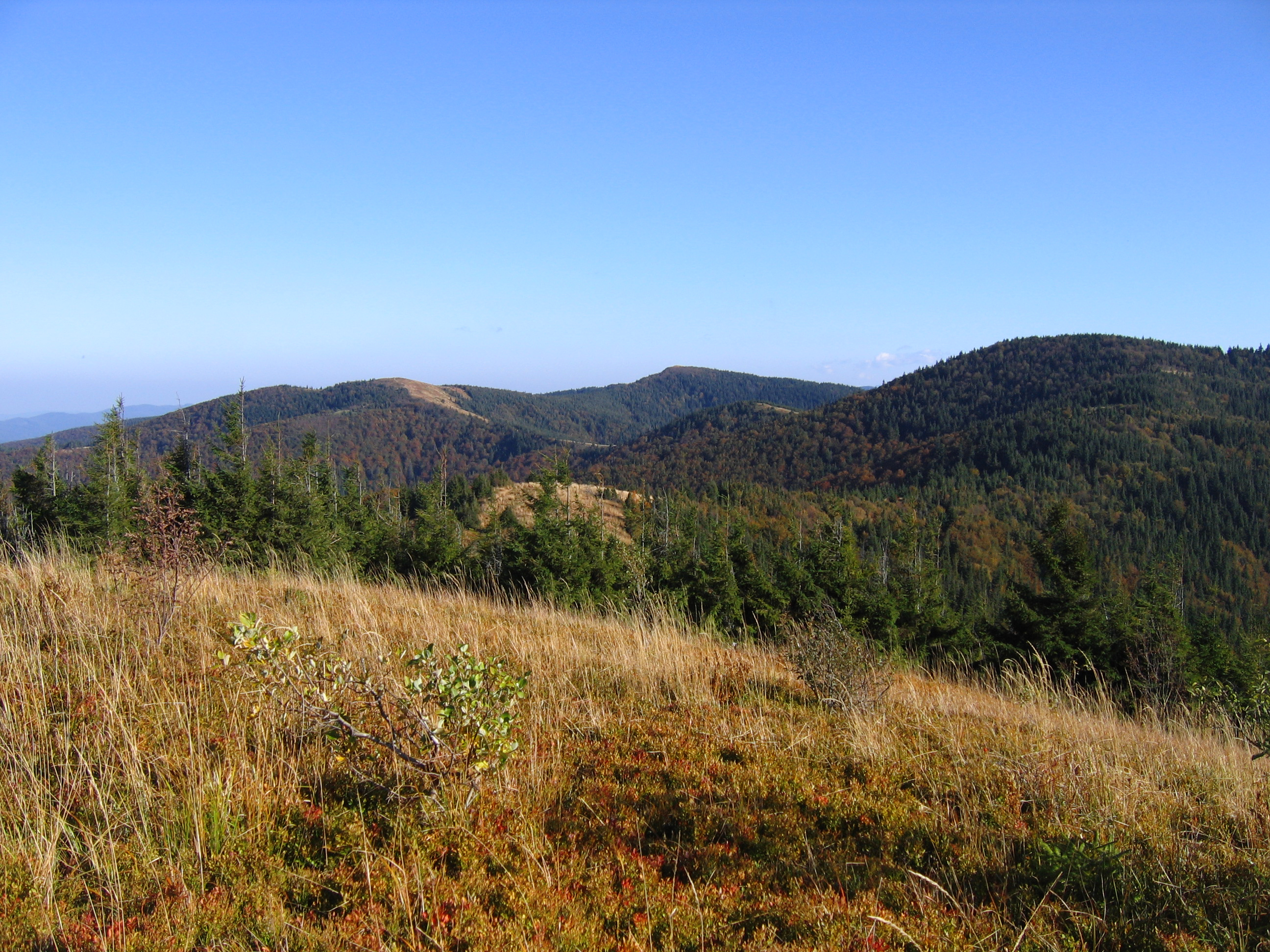
Вид з гори Лопата на схід
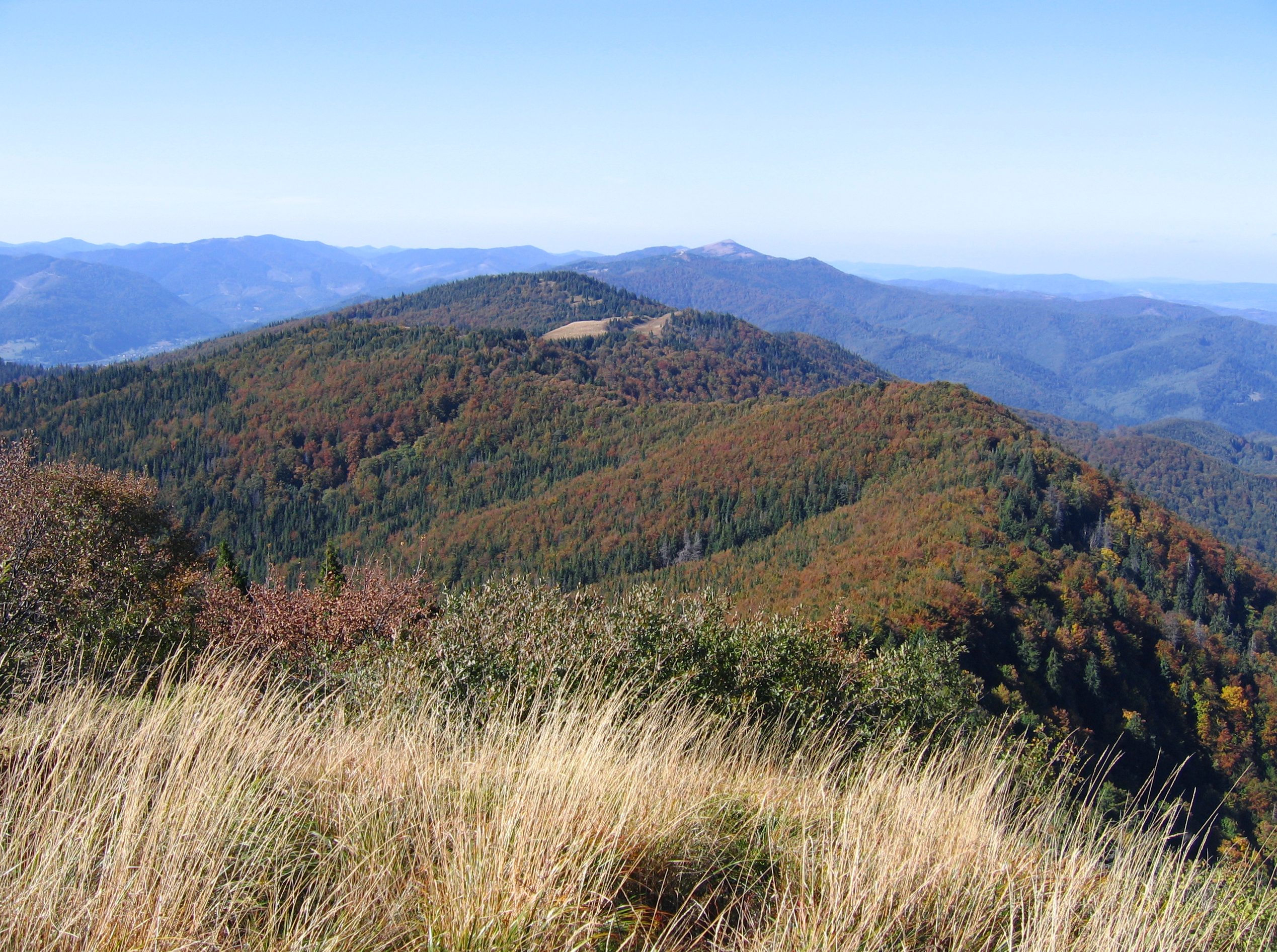
Вид з гори Кудрявець на північний захід